# كريستوف كامينسكي
كريستوف كامينسكي (بالبولندية: Krzysztof Kamiński)‏ (26 نوفمبر 1990 في بولندا – )؛ هو لاعب كرة قدم كان يلعب كحارس مرمى.

## وصلات خارجية
- كريستوف كامينسكي على موقع رابطة كرة القدم اليابانية للمحترفين (اليابانية)
- كريستوف كامينسكي على موقع قاعدة بيانات كرة القدم.إي يو (الإنجليزية)
- كريستوف كامينسكي على موقع Soccerway.com (الإنجليزية)
- كريستوف كامينسكي على موقع عالم كرة القدم.نت (الإنجليزية)